# Gary Wilkinson
Gary Wilkinson, född 7 april 1966, är en engelsk professionell snookerspelare.
Wilkinson blev professionell 1987 och klättrade på fyra år till plats 5 på världsrankingen. Han stod på toppen av sin karriär runt 1991-1992, då han bland annat gick till final i British Open och Scottish Masters, och till kvartsfinal i VM. Efter 1992 nådde han dock aldrig längre än till kvartsfinal i någon rankingturnering. Han vann dock en stor titel i sin karriär, World Matchplay 1992.
Wilkinson var rankad bland topp-32 i tio år, och lyckades ta sig till VM via kvalspel inte mindre än åtta gånger, endast John Parrott har gjort denna bedrift fler gånger. 1995 lyckades Wilkinson åter ta sig till kvartsfinal i VM, men så långt skulle han aldrig mer komma att nå. Han spelar numera på Secondary Challenge Tour.

## Titlar

### Icke-Rankingtitlar
- World Matchplay - 1992